# ارژیبت والکای
ارژیبت والکای (مجاری: Erzsébet Valkai؛ زادهٔ ۶ مارس ۱۹۷۹) بازیکن زن واترپلو مجاری‌تبار اهل ایتالیا بود. وی در بازی‌های المپیک تابستانی ۲۰۰۴ و ۲۰۰۸ شرکت کرده‌است.